# Новое Село (Дрогобычский район)
Новое Село (укр. Нове Село, до 1989 г. — Новосёлки) — село в Дрогобычской городской общине Дрогобычского района Львовской области Украины.
Население по переписи 2001 года составляло 749 человек. Занимает площадь 1,255 км². Почтовый индекс — 82170. Телефонный код — 3244.

## История
В 1946 г. указом ПВС УССР хутор Найдорф переименован в Новосёлки.
В 1989 г. селу было возвращено историческое название, но не в немецкой, а украинской форме — Новое Село.